# Gras (Film)
Gras (Alternativtitel: Grass und Das Volk der schwarzen Zelte; Untertitel im Original: A Nation’s Battle for Life oder The Epic of a Lost Tribe) ist ein US-amerikanischer Dokumentarfilm von Merian C. Cooper und Ernest B. Schoedsack aus dem Jahr 1925. Er gilt als erster Dokumentarfilm über den Iran.

## Handlung
Die Reise von Cooper, Schoedsack und Harrison beginnt in Angora und führt durch Kleinasien. Im zweiten Monat, bei der Durchquerung einer Salzwüste erfahren sie in einer Karawanserei von einem nahezu vergessenen nomadischen Volk. Wochen später befinden sie sich in den Taurus-Bergen und treffen in einem verlassenen Fort auf Wildjäger. Sie reisen bis in den Südwesten Persiens, wo sie auf einen Nomadenstamm der Bachtiaren treffen, der von Haidar Khan geführt wird. Sein neunjähriger Sohn Lufta lernt von ihm, den Stamm zu führen. Da das Land ausgetrocknet ist und die Herden nicht mehr genügend frisches Gras finden, entscheiden sie nach Osten aufzubrechen. Am nächsten Morgen werden die Zelte gepackt. Auf beladenen Eseln und Pferden geht es tagelang durch die Berge, bis sie mit ihren 50.000 Tieren den Fluss Karun überqueren müssen. Sie bauen Flöße aus aufgeblasenen Ziegenfellen, auf denen sie einige Ziegen, Schafe und Kälber fixieren und über den Strom paddeln. Alle anderen Tiere müssen durch das Wasser schwimmen, ein paar ertrinken in den Stromschnellen. Das Übersetzen aller dauert sechs Tage. Es folgt ein beschwerlicher Weg barfuß durch felsige Berglandschaft und schneebedecktes Hochland zum Zardeh Kuh, wo sie sich den Weg durch den Schnee freischaufeln. Jenseits des Berges treffen sie auf Grasland und schlagen ihre Zelte in der Nähe von Isfahan wieder auf.

## Hintergrund
Die Filmemacher Cooper und Schoedsack sowie die Journalistin Harrison nahmen an der 48-tägigen Wanderung des Baba-Achmadi-Stammes der Bachtiaren Anfang 1924 teil und überquerten mit ihnen den Zard-Kuh-Pass. Wie in Dokumentarfilmen seiner Zeit üblich enthält Gras auch einige gestellte Szenen, wie etwa einen Bühnentanz.
Harrison war nicht nur die Frontfrau, sondern finanzierte den Film auch mit. Der Film wurde von Paramount Pictures produziert und hatte am 20. März 1925 Premiere.
Im Iran wurde der Film über zwei Jahrzehnte bis 1964 nicht gezeigt, nachdem Reza Schah Pahlavi abgedankt hatte, weil dieser bestrebt war, das freie und selbstbestimmte Nomadentum einzudämmen und modernistisch die Verstädterung zu fördern. Die 1964 gezeigte Version wurde mit Zusatzkommentaren versehen, um negative Wirkungen einzudämmen.
1997 wurde Gras ins National Film Registry der Library of Congress aufgenommen.

## Kritiken
Trotz orientalistischem Blick ist dieser nicht herabschauend, wie in späteren orientalistischem Filmen.
Die Flussüberquerung wurde vom Filmhistoriker Erik Barnouw eine der spektakulärsten je gefilmten Szenen genannt („one of the most spectacluar sequences ever put on film“.) Kevin Brownlow hat den Zug über den Zard-Kuh-Pass als unvergesslichste epische Szene des Dokumentarfilms bezeichnet.